# Javier Herrlein
Javier Herrlein (n. el 5 de noviembre de 1976 en Buenos Aires, Argentina) es un músico de rock argentino. Se desempeña como baterista, tecladista y productor musical
Fue miembro activo de Catupecu Machu desde el 2002 hasta 2011. Actualmente, es baterista de "ON/OFF" y tecladista en "Los Días en Marte", a la vez que trabaja activamente como productor de artistas nacionales e internacionales.

## Carrera musical
Desde pequeño estuvo ligado a la música y se destacó especialmente en batería y acordeón. Tocó en las bandas Brisas Alemanas y Cuadros Invitados. También tuvo un estudio de grabación donde se grabaron varios discos de folklore alemán.
En 1994 comenzó a tocar la batería en la banda argentina de rock alternativo Catupecu Machu, pero al poco tiempo la abandonó hasta el 2002 cuando regresó de forma definitiva. Entre los años 1995 y 2001 formó parte del coro del Conservatorio Juan José Castro de Martínez, donde se interpretaban obras (misas) de W.A. Mozart.
El día 29 de marzo de 2011 en la página oficial de Catupecu Machu se informa: "Luego de la gira más extensa y convocante presentando "Simetría de Moebius" (galardonado con un Premio Gardel 2010 en la categoría Mejor Álbum de Rock), Catupecu Machu cierra esta etapa para dar comienzo a la grabación de su próximo álbum de estudio con la incorporación en batería de Agustín Rocino en reemplazo de Javier Herrlein."
Ese mismo año, el músico incursionó en la realización de música para películas. Es compositor de la banda original de sonido de la película Viudas dirigida por Marcos Carnevale y también compositor de la música original de la serie Las Elecciones dirigida por Maxi Gutiérrez, emitida por Clarín.com. . 
Además, comenzó a plantar las bases para un nuevo proyecto musical junto a Mariano Durand, que tendría el nombre de "El mundo de las Azcuénagas". Esta vez alejándose del rol baterístico, se encontraría ligado a los teclados, sintetizadores, programaciones, voces y coros; mientras que Mariano Durand tocaría guitarras, teclados, voces y coros. Dicho proyecto también contaría con la participación de su antiguo mentor Fito Messina en batería, y Mariano Juárez en bajo.
En el año 2012, se incorpora al proyecto solista del exbaterista de Catupecu Machu y cantante de Cuentos Borgeanos, Abril Sosa, quien se encontraba precisando un baterista para presentar su nuevo disco llamado "El piloto ciego".

Terminando ese año , se estrena la web serie Vera Blum, en la cual hace el tema de apertura.

Javier Herrlein en el video oficial de "La Polca" de Catupecu Machu (1997)

A partir del 2015, comienza a producir activamente diversos artistas en el estudio personal que tiene en la Ciudad Autónoma de Buenos Aires.

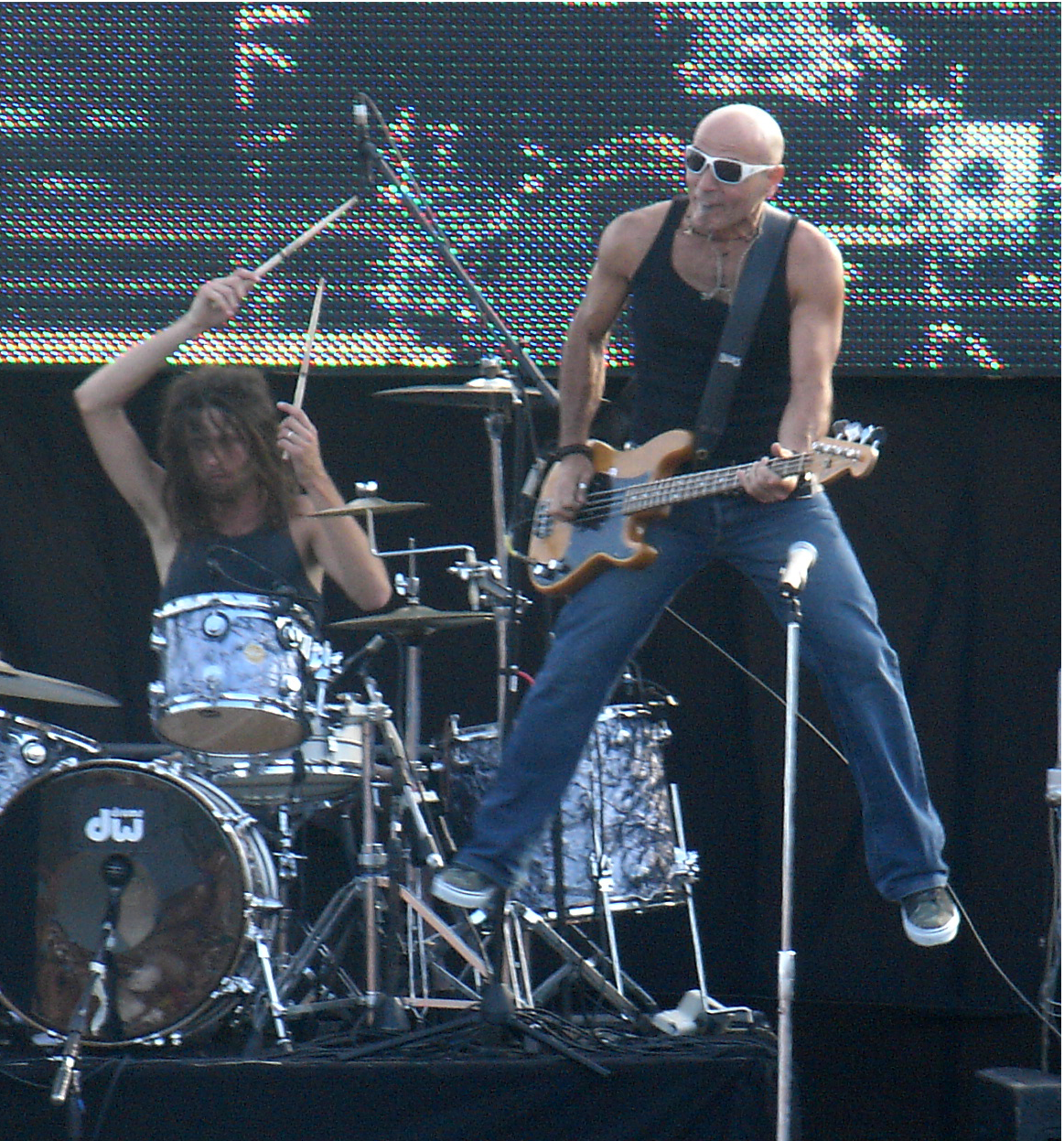
Javier Herrlein junto a Zeta Bossio

En 2016, Damián Gaume lo invita a tocar la batería en un homenaje a Gustavo Cerati llamado "Te veré volver", que grabó junto a Alejandro Kurz (El Bordo) y Walter Pianciolli (Los Tipitos) en las voces, Diego Joaquín (Manto) en Bajo y el mismo Damián en guitarra y teclados.
Desde el 2017, toca la batería en "ON OFF", un dúo instrumental formado en 2013 por "Poly" Perez, quien se encarga de tocar el stick.
En 2020 junto a Agustín Rocino, Fernando Veivide, Lucas Patricio Hernandez y Mariano Galante forman "Los días en Marte", esta vez tocando teclados y sintetizadores.

## Discografía como músico

### ConBrisas Alemanas
- Lo Nuevo (1999)

### ConCatupecu Machu
- Cuadros dentro de cuadros (2002)
- El número imperfecto (2004)
- Laberintos entre aristas y dialectos (2007)

Mar de Ajó, Argentina (2009) - Foto por Quique Ibarra

- Simetría de Moebius (2009)

### ConEl Mundo de las Azcuénagas
- Sueños (2013)

### ConOn/Off
- 10 maneras fáciles de volver las cosas más difíciles (2018)

### ConLos Días en Marte
- Los mundos (2020)

### Como invitado
- Dale! (1997) Acordeón en "La polca"
- A morir!!! (1998) Acordeón en "La polca" y Batería en "Dale!"
- Te veré volver (homenaje a Gustavo Cerati) (2016) Batería

## Como productor

### Dorsal
- Inevitable (2017)

### Vale Sosa
- Alrededor del océano del cielo (2018)
- Donde se esconde tu inocencia (2019)
- Savoir faire (2019)
- Incansable sombra (2020)

### Albrío
- El tren (2019)

### Santi Cafiero
- Carrousel XXVI (2018)

### Fer Veivide
- El otro universo (2018)

### Música Chiva
- La serie improbable (2018)

### Pablo Ignati
- Los peces (2019)

### Caro Luisa
- Otro intento (2020)
- Ella (2020)

### ALIMO
- Bla Bla Bla (2020)

### Mari Miranda
- Sin saber a dónde van (2021)
- Odio (2021)
- Mis gatos y mis demonios (2021)
- EP Live Session (2022)
- No sos lo que necesito (2022)

## Filmografía
- Viudas (2011)
- Las elecciones (2011)
- Vera Blum (2012)